# Спокусниця (фільм)
«Спокусниця» (1926) — німа романтична драма режисера Фреда Нібло. У головних ролях Ґрета Ґарбо, Антоніо Морено, Лайонел Беррімор та Рой Д'Арсі, прем'єра фільму відбулась 10 жовтня 1926 року. Мелодрама основана на романі Вісенте Бласко Ібаньєс і адаптована для кіносценарію Дороті Фарнум.
У своєму четвертому фільмі Ґарбо грає головну роль, жінки-вамп, яка поза своєю волею руйнує життя багатьом чоловікам, які вступають в контакт з нею.

## Сюжет
Єлена (Ґарбо) — дружина маркіза де Торре Б'янка (Каліз) і коханка багатого паризького банкіра Фонтеноя (МакДермотт). До маркіза приїжджає його аргентинський друг Робледо (Морено), молодий інженер, і непостійна Єлена швидко закохується в нього. Невдовзі Фонтеной втрачає всі своїстатки, Єлена кидає його і повертається до чоловіка, після чого банкір вбиває себе. Єлена з чоловіком вирушає до Аргентини, де будує греблю Робледо, поява вродливої жінки призводить до кривавої дуелі між Робледо і його заклятим ворогом Манос Дурасом (Рой Д'Арсі). Ненавмисне, Єлена спричинює руйнування греблі, на якій Робледо працював усе своє життя. Єлена повертається до Парижа, де проводить залишок своїх днів, як зубожіла повія.
Таке, закінчення мала європейська версія «Спокусниці». Американська версія закінчується щасливо, через п'ять років після вищеописаних подій, Робледо і Єлена, яка змінюється, урочисто відкривають уже відремонтувану греблю.

## Ролі виконують
- Ґрета Ґарбо — Єлена
- Антоніо Морено — Мануель Робледо
- Лайонел Беррімор — Кантерак
- Марк МакДермотт — Фонтеной
- Арманд Каліз — маркіз де Торре Б'янка
- Рой Д'Арсі — Манос Дурас